# Abscisat beta-glukoziltransferaza
Abscisat beta-glukoziltransferaza (EC 2.4.1.263, ABA-glukoziltransferaza, ABA-GTase, AOG) je enzim sa sistematskim imenom UDP-D-glukoza:abscisat beta-D-glukoziltransferaza. Ovaj enzim katalizuje sledeću hemijsku reakciju
UDP--glukoza + abscisat {\displaystyle \rightleftharpoons } UDP + beta-D-glukopiranozil abscisat
Ovaj enzim je aktivniji na (S)-2-trans-abscisatu nego na prirodnom (S)-2-cis izomeru, abscisatu, ili njegovom enantiomeru, (R)-2-cis izomeru.

## Literatura
- Nicholas C. Price; Lewis Stevens (1999). Fundamentals of Enzymology: The Cell and Molecular Biology of Catalytic Proteins (Third изд.). USA: Oxford University Press. ISBN 019850229X.
- Eric J. Toone (2006). Advances in Enzymology and Related Areas of Molecular Biology, Protein Evolution (Volume 75 изд.). Wiley-Interscience. ISBN 0471205036.
- Branden C; Tooze J. Introduction to Protein Structure. New York, NY: Garland Publishing. ISBN 0-8153-2305-0.
- Irwin H. Segel. Enzyme Kinetics: Behavior and Analysis of Rapid Equilibrium and Steady-State Enzyme Systems (Book 44 изд.). Wiley Classics Library. ISBN 0471303097.

## Spoljašnje veze
- Abscisate+beta-glucosyltransferase на 